# Guds folk
Guds folk eller gudsfolket, på latin populus Dei,  är en term i Gamla testamentet som där syftar på Israels folk såsom Guds egendomsfolk, enligt förbundsformeln "Jag skall göra er till mitt folk och jag skall vara er Gud". I de kristnas Nya testamente används termen om den kristna kyrkan; det gammaltestamentliga gudsfolket betraktas då som en typologisk förebild till det nya förbundet. I delar av Nya testamentet förefaller det som att det tidigare gudsfolket förkastats, i andra som att det har kvar någon grad av särställning. 
Frasen Guds folk använt om de kristna eller den kristna kyrkan är vanlig i kristet språkbruk. Exempelvis blir den som döps "förenad med Guds folk", enligt kyrkohandboken.

## Guds folk i Bibeln och i den tidiga kyrkan
Utöver i den ovan nämnda förbundsformeln hittas frasen Guds folk, enligt översättningen Bibel 2000, i Andra Samuelsboken 14:13 där det syftar på kung Davids undersåtar och i Domarboken 2:20, syftande på alla Israels stammar. I dessa texter talar Gud även om Israels folk som "mitt folk". Uttrycket Guds folk återfinns dessutom i det deuterokanoniska tillägget Ester enligt den grekiska texten. Det likvärdiga uttrycket Herrens folk återfinns på fler gammaltestamentliga ställen
I Nya testamentet används frasen ett halvdussin gånger: i Efesierbrevet 1:14, Hebreerbrevet 4:9 och 11:25 och i Första Petrusbrevet 2:10. I Uppenbarelseboken 21:3 står om "hans folk". Andra Korintierbrevet 6:16 kallar de kristna för "den levande Gudens tempel" och citerar Tredje Moseboken 26:12, "de skall vara mitt folk".

## Katolska kyrkan och Andra vatikankonciliet
Inom Romersk-katolska kyrkan ökade användandet av den efter Andra vatikankonciliet under 1960-talet, då särskilt dokumentet Lumen Gentium, konciliets dogmatiska konstitution om kyrkan, lyfte fram termen. Dess andra kapitel är betitlat Om Guds folk, och börjar med en beskrivning av Guds förbund med Israels folk, som ett steg i Guds frälsningsplan och som en förberedelse och förebild till det nya och fullkomliga förbund som skulle slutas i Kristus.

## Svenska kyrkans psalmbok
Psalmer i Svenska kyrkans psalmbok som använder beskrivningen Guds folk eller liknande formuleringar med tydligt samma syftning:
- SvPs 1 Gud, vår Gud, vi lovar dig vers 7: "Led ditt folk, välsigna det, upphöj det i evighet"
- SvPs 4 Hela världen fröjdes Herran vers 2: "Till sitt folk han oss har skapat, oss bevisat mycken nåd"
- SvPs 8 Lova vill jag Herran, Herran vers 3: "Fräls ditt folk och stöd din kyrka, tag vår framtid i din hand"
- SvPs 11 O store Gud vers 4: "När jag i Bibeln skådar alla under som Herren gjort sen förste Adams tid, hur nådefull han varit alla stunder och hjälpt sitt folk ur livets synd och strid"
- SvPs 14 Högtlovat vare Jesu namn vers 3: "Du Herrens folk ,som löst han har ur syndens boja tung"
- SvPs 30 Gud är trofast vers 1: "Så ljöd sången bland Guds folk i forna dar (...) Han som förr sitt folk välsignat är för oss densamme än."
- SvPs 91 Din kärlek, Jesus, gräns ej vet vers 2: "Av det i världen intet var åt dig ett folk du utvalt har, som du vill rikt benåda"
- SvPs 103 Bereden väg för Herran vers 2: "Guds folk, för dig han träder en evig konung opp"
- SvPs 165 Vår blick mot helga berget går vers 3: "och med Guds folk i paradis"
- SvPs 192 Nu sjunker bullret vers 2: "det folk vars mening du ensam är"
- SvPs 228 I tro under himmelens skyar vers 2: "Kring helga nattvardsbordet han samlar än sitt folk"
- SvPs 298 Gud, ditt folk är vandringsfolket vers 1
- SvPs 326 Upp, psaltare och harpa vers 2: "Som havets sand otaligt, ditt folk föröke sig"
- SvPs 327 Lovad vare Herren vers 1-6: "Gud som rättvist dömer och sitt folk ej glömmer"
- SvPs 329 Höga majestät vers 7: "med nåd ditt ansikte förklara och vänd det till ditt folk med frid"
- SvPs 334 Dig vare lov och pris, o Krist vers 3: "Ditt folk, o Herre, lovar dig"
- SvPs 359 Jesus, jag dig älskar vers 3: "Du har gått till Fadern, står inför hans tron, ser ditt folk i kärlek, beder för dem nu"
- SvPs 375 Upp, Sion, att prisa vers 4: "Ett folk såsom sanden vid havets strand, Gud leder vid handen till löftenas land"
- SvPs 389 Säll den som håller Jesus kär vers 8: "Här med välsignat vin och bröd ditt folk förkunna skall din död"
- SvPs 401 Så skön en väg ej finns på jord vers 5: "Väck upp vårt folk och kalla till helig tjänst oss alla"
- SvPs 405 Hur fröjdar sig i templets famn vers 1: "Hur ljuvligt att den Högstes namn ibland hans folk lovsjunga"
- SvPs 414 Så långt som havets bölja går vers 2: "frid av hans barmhärtighet hans folk i tron har vunnit"
- SvPs 421 När vintermörkret kring oss står vers 3: "Guds folk, inför din konung träd"; vers 5: "Av nåd oss då, o Herre, gid med allt ditt folk ett evigt liv"
- SvPs 436 Guds rådslut från begynnelsen vers 1: "På moderns bön han låter ske det under som hans folk skall se när han på skyar kommer"
- SvPs 450 Vaka med mig vers 7: "Stå upp, hans folk, ur djupen prisa hans namn"
- SvPs 470 Kom med glädje och med sång vers 1: "Gud sitt folk, sitt Israel, löst ur slaveriet"
- SvPs 490 Guds son en gång i morgonglans vers 3: "Vi väntar, ropar med hans folk: kom, Herre Jesus, snart"
- SvPs 541 Vänd nu om, ni sorgsna sinnen vers 3: "Den som vi har väntat på bland sitt folk skall vara då"
- SvPs 542 Herre, dig i nåd förbarma vers 1: "Fräls ditt folk och hör dess bön"
- SvPs 564 Till dig jag ropar, Herre Krist vers 5 "Låt ej ditt folk förgås"
- SvPs 566 Vaka, själ, och bed vers 5: "det goda land på den andrar strand dit Guds folk igenom strider, genom hav och öknar skrider"